# Céline Cohen
Céline Cohen (5 maart 1967) is een tennisspeelster uit Zwitserland.
In 1988 speelde zij op het Australian Open haar eerste grandslamtoernooi, waarin zij meteen naar de vierde ronde doorbrak. Dat was tevens haar beste resultaat op de grandslamtoernooien. In 1990 kwam zij nog tot de derde ronde.
Na haar huwelijk met Tore Meinecke ging zij verder onder de naam Meinecke-Cohen.